# Mythimna tamsi
Mythimna tamsi är en fjärilsart som beskrevs av Charles Boursin 1964. Mythimna tamsi ingår i släktet Mythimna och familjen nattflyn. Inga underarter finns listade i Catalogue of Life.